# 砂海螂
是海螂目海螂蛤科海螂蛤属的一种。主要分布于韩国、中国大陆、台湾，常栖息在潮间带和10米以内的浅海。